# جاشوا کولی
جاشوا رابرت کولی بازیگر آمریکایی تئاتر موزیکال است.

## زندگی شخصی
جاشوا کولی و برادر دوقلویش کامرون درتاریخ ۲۰ ژانویه ۲۰۰۲ در خانواده برد و رابی لین کولی زاده شدند. کولی در ترینیتی، فلوریدا رشد پیدا کرد.

## حرفه
کولی میان۱۱ مارس ۲۰۱۳ تا ۲ فوریه ۲۰۱۴ نقش Les را در موزیکال اخبار نقش آفرینی نمود. در ژانویه ۲۰۱۴، اعلام شد که کولی نقش گاوروش را در احیای فیلم بینوایان در برادوی نقش آفرینی خواهد نمود و در آن نقش با گاتن ماتارازو جایگزین خواهد شد. کولی هنگامی که نمایش را در تاریخ ۱ مارس ۲۰۱۴ آغاز نمود با نمایش آغاز بکارکرد و تا ۱ مارس ۲۰۱۵ اجرا نمود. هافینگتون پست اجرای کولی را "مستقیم و باورپذیر و هر چیزی به استثنا خروج از الیور! " خواند.
در تاریخ ۲۰۱۴، کولی به نام صدای خوک رابینسون در برنامه تلویزیونی انیمیشن نیک جونیور پیتر خرگوشه منتخب شد. وی صداپیشگی این نقش را از تاریخ ۲۰۱۴ تا ۲۰۱۵ بر عهده گرفت.
کولی نقش اصلی را در فیلم تو مرد خوبی هستی، چارلی براون در کمپانی تئاتر یورک از تاریخ ۲۴ می ۲۰۱۶ تا ۲۶ ژوئن ۲۰۱۶ نقش آفرینی نمود. آلبوم بازیگران در ۱۸ نوامبر ۲۰۱۶ توسط برادوی رکوردس منتشر شد.
وی برای اجرا در پری دریایی کوچولو در هالیوود بول یک هفته از دویدن اجازه گرفت. کولی نقش فلوندر را در کناربازیگرانسارا باریل، تیتوس برگس، جان استاموس و ربل ویلسون در نخستین هفته ژوئن ۲۰۱۶ نقش آفرینی نمود.
در تاریخ۲۰۲۱، وی به گروه بازیگران درخواست جنسی هولو و همچنین فیلم کمدی آمریکایی سال بالای سال اضافه شد.

## فیلم‌شناسی
| سال  | عنوان        | نقش     | یادداشت |
| ---- | ------------ | ------- | ------- |
| ۲۰۲۲ | درخواست جنسی | تریستان |         |
| ۲۰۲۲ | سال ارشد     | یاز     |         |

## اعتبارات تئاتر
| سال     | عنوان                         | نقش          | محل                  | یادداشت        |
| ------- | ----------------------------- | ------------ | -------------------- | -------------- |
| ۲۰۱۳–۱۴ | اخبار                         | کمتر         | تئاتر نیدرلاندر      | برادوی         |
| ۲۰۱۴–۱۵ | بدبخت‌ها                       | گاوروش       | تئاتر شاهنشاهی       | برادوی         |
| ۲۰۱۶    | داستان برانکس                 | کالوجرو جوان | خانه بازی آسیاب کاغذ | برتر جهان      |
| ۲۰۱۶    | تو مرد خوبی هستی، چارلی براون | چارلی براون  | تئاتر یورک           | خارج از برادوی |